# Knema patentinervia
Knema patentinervia är en tvåhjärtbladig växtart som först beskrevs av Sinclair, och fick sitt nu gällande namn av W.J.J.O. de Wilde. Knema patentinervia ingår i släktet Knema och familjen Myristicaceae. Inga underarter finns listade i Catalogue of Life.